# Ejido

Ejido "El Zopilote" en Tequixquiac y al fondo el cerro de Mesa Ahumada. Estado de México, México.

El ejido es un tipo de demarcación de tierras que se encuentra generalmente en las afueras de las localidades, en forma de pastizales y bosques, y por lo tanto eran de uso común, por lo que eran libres para expandir los asentamientos humanos.

## Etimología
Por su etimología latina, exitus (salida), el ejido era el "campo de un pueblo, colindante con él, que no se labra, y donde suelen reunirse los ganados o establecerse las eras". La primera parte de la breve pero densa definición del Diccionario de la lengua española, de la Real Academia Española, se refiere a su naturaleza comunal, la segunda a su localización periférica, la tercera a su condición de erial y la cuarta a los posibles usos (ganadero, en un caso –dehesa– y agrícola, en otro –"eras", el lugar destinado a la trilla y al depósito provisional de los granos–).

## El ejido en México
Asociado principalmente a la reforma agraria revolucionaria, que proyectó la ley agraria de 1915 como un terreno colectivo, indiviso y sin posibilidad de venderse o heredarse. A lo largo del siglo XX, su legislación sufrió diversos cambios, de acuerdo con los proyectos económicos y políticos de los gobiernos en turno.
El elemento clave para entender la introducción de los ejidos a México como parte integral de las leyes que siguieron a la Revolución mexicana es el contexto histórico en el que se encontraba el país. El historiador Emilio Kouri, en su artículo: "La invención del ejido", habla de este como un resultado social de la lucha armada mexicana que fue la revolución, pero más bien que se esperaba como algo temporal a los reclamos sociales:

"Que una revolución destruya lo que es injusto o no funciona para intentar algo nuevo y diferente —con o sin éxito— es lo usual, y en el caso de México la reforma agraria de la Revolución inventó al ejido. De que es una invención moderna no debe quedar duda, como se verá enseguida. El ejido nació como un arreglo provisional, casi accidental, pero en menos de dos décadas se consolidó como el principal instrumento para la redistribución gubernamental de la tierra(...)"

Sin embargo, el ejido se volvió una pieza principal en la política de repartición agraria en México, más como una herramienta política para establecer la paz rural luego de la caída del Porfiriato que como una herramienta efectiva que cumpliera con las demandas de los campesinos; pues para la época de posguerra revolucionaria estos aspectos de restitución comunitaria y de espacios de propiedad indígena que daba la creación de los ejidos, resultaba en una política práctica de control. Sobre esto, Kourí también menciona en su artículo lo siguiente:

"Así, por razones tanto políticas como históricas, la solución al problema agrario de ese momento resultaba clara: la propiedad comunal era lo que la gente más humilde del campo (los indios sobre todo) entendía mejor, lo que más convenía a sus necesidades presentes y, además, al parecer, lo que decían que querían los zapatistas alzados en armas al otro lado del Ajusco(...)."

Pero ¿qué es propiamente el ejido? Según el Banco Mundial, el ejido es una “institución, constituida formalmente por el gobierno federal mexicano, mediante la cual se asigna la propiedad a un grupo demográfico determinado; el ejido es una forma de propiedad social; los derechos de propiedad conferidos a este grupo demográfico son inalienables, intransferibles e inconfiscables; la propiedad deberá explotarse como una unidad de producción integral, preferentemente organizada conforme a lineamientos colectivos”.
Los ejidos incluyen tierra comunal, parcelas individuales y un área “urbana”, y los titulares de derechos se dividen en ejidatarios, posesionarios y avecindados. Según la Ley Agraria, el ejidatario (Artículo 12) es el tenedor legal de la parcela; al avecindado (Artículo 13) la Asamblea General le permite vivir en el ejido, pero sin tener derecho sobre la tierra; el posesionario (Artículo 48) puede tener una parcela mientras se aprueba su solicitud de derechos ejidales.
Según datos del Registro Agrario Nacional (RAN), en México hay 3.1 millones de ejidatarios en 27 144 ejidos y 400 000 en 2330 comunidades que, en conjunto, tienen 103 millones de hectáreas como tierras ejidales o 55 % del territorio mexicano y aproximadamente la mitad de la superficie cultivada total del país, 8 millones de hectáreas de un total de 16 millones. De acuerdo con datos del Banco Mundial, en conjunto, alrededor de 15 millones de personas dependen de los derechos ejidales como medio de subsistencia.

## Perspectivas diferentes
En relación con el resultado de la implementación de los ejidos como política de desarrollo agrario, se pueden observar dos grandes perspectivas: las que apoyan la creación de los ejidos y las que los califican como un fracaso de política social. El sentido general de cada postura puede resumirse de la siguiente forma: quienes están a favor del ejido lo ven como una forma de organización con base en la tenencia de la tierra que da forma al desarrollo comunitario, principalmente en comunidades indígenas. Por otro lado, están los detractores del sistema, quienes consideran a los ejidos dañinos para el avance y desarrollo económico en México, por la baja productividad agraria que este tipo de tierra suele tener. Un ejemplo claro de esto es que en México existen alrededor de 2900 ejidos, y de estos las comunidades realizan algún tipo de aprovechamiento de sus recursos forestales; sin embargo, poco menos del 50 por ciento de ellas han logrado escalar y crear empresas forestales comunitarias.